# 许宗林
许宗林（1959年10月10日—），陕西人，中华人民共和国企业家、亿万富豪。现为中国司法机关通缉的在逃犯罪嫌疑人，已逃往加拿大。
2004年案发前，许宗林为西安达尔曼实业股份有限公司董事长。他通过撑控达尔曼上市获得巨额财富。于2001、2002年，以6亿元身价位列《福布斯》中国内地100富豪榜之一。曾任陕西省政协第八届委员、西安市第十三届人大代表、中国宝玉石协会副会长等职务，荣获全国优秀青年企业家称号。

## 生平
早年，许宗林在西安经营一家五金商店。1988年，许宗林创建西安翠宝首饰公司。1992年，创建西安翠宝首饰集团公司。1993年7月，西安达尔曼实业股份有限公司成立，由西安翠宝首饰集团公司、西安新城农工商总公司和西安石油机械厂共同发起。这家公司在案发后，被描述为“一个几近空壳的公司”。1996年初，达尔曼向西安市证券委申请其股票发行上市。通过陕西省证券委员会副主任杨永明的操作，达尔曼以“陕西民企第一股”的身份在年底顺利上市，募集资金1.5亿元。其股票代码为（上交所：600788）。公司号称拥有中国规模最大的珠宝首饰生产基地，标榜为“中国珠宝第一股”。1998年、2001年的两次配股，共募集资金5.7亿元。除从股市募集的资金外，有指达尔曼通过股权质押、违规担保等从银行骗贷的钱超过14亿元。
2001年8月和2002年11月，中国证监会向达尔曼发出《限期整改通知书》。期间公司正常运作，仍获得巨额贷款。2003年11月，许宗林前往加拿大。2004年4月，达尔曼问题爆光。6月，中国证监会因达尔曼涉嫌虚假陈述行为，开始立案调查。12月31日，达尔曼在最后一个交易日，以0.91元收盘。此前，最高峰时，股价51.4元。2005年1月10日，ST达尔曼被上海证券交易所正式停牌。而完成破产清算的达尔曼，尚欠银行十多亿元无法偿还。这亦使ST达尔曼成为中国大陆恢复股市交易以来，第一只真正“死亡”的股票。5月17日，中国证监会发文，公布达尔曼涉嫌虚假陈述案调查结论，许宗林、高芳（达尔曼董事、总经理）被实施市场禁入。
西安市司法机关认为，许宗林在1996年至2004年7月间，利用职权，侵吞公司巨额钱款，将其汇入李晓明，以及自己和妻子和立红在加拿大的私人帐户。其后，经过一系列司法程序，许的西安市人大代表资格在2005年初被暂停，允许对其采取强制措施，但许已经离开中国。